# 謝斯莫
謝斯莫（挪威語：Skedsmo）是挪威阿克什胡斯郡的一個旧市镇，行政中心為利勒斯特伦镇。2020年1月1日和另外两个市镇合并为利勒斯特倫市镇，并隶属新成立的维肯郡。